# Осима (полуостров)
Осима (яп. 渡島半島 осима-ханто:) — полуостров на юго-западе острова Хоккайдо, Япония.

## География
Полуостров Осима расположен южнее низменности Куромацунай, связывающей посёлки Суццу и Осямамбе. Его южная часть врезается развилкой в пролив Цугару: малым полуостровом Камэда на востоке и полуостровом Мацумаэ на западе. Восточные берега полуострова выходят к заливу Утиура, а западные — к Японскому морю. К востоку от низменности Куромацунай находится много вулканов. Крупнейшие из них — Йотей, Комагакэ и Эсан.
Рельеф полуострова Осима гористый, основную часть составляют горы Осима. Они являются продолжением гор Оу на северо-востоке Хонсю. Равнин мало. Крупнейшей из них является равнина Хакодатэ в районе реки Оно. Преобладают буковые леса.
Основное занятие жителей полуострова — рыболовство и сельское хозяйство. Административно он относится к округу Осима.
С 1988 года полуостров соединён с полуостровом Цугару на Хонсю туннелем Сэйкан, через который проходят железнодорожные линии Кайкё и Хоккайдо-синкансэн железнодорожной компании Хоккайдо.